# 高知市立追手前小学校
高知市立追手前小学校（こうちしりつ おうてまえしょうがっこう）は、かつて高知県高知市追手筋二丁目に存在していた公立小学校。
現在は解体され、オーテピアになっている。

## 沿革
- 1872年（明治5年）5月 - 私学成章学舎を母校として、高知街連合公立小学校を創立する。[1]
- 1876年（明治9年）4月 - 追手筋小学校と改称する。
- 1891年（明治24年）4月 - 高知市第三尋常小学校と改称する。
- 1892年（明治25年）- 校舎新築・校旗制定。
- 1925年（大正14年）- 校歌制定・校旗改定。
- 1941年（昭和16年）4月 - 高知市第三国民学校と改称する。
- 1945年（昭和20年）7月 - 高知大空襲を含む戦災に伴い校舎全焼。第六国民学校と第四国民学校にて合同授業。
- 1947年（昭和22年）4月 - 高知市立追手前小学校と改称する。
- 1948年（昭和23年）4月 - 第1期復興工事完成（2階建木造16教室、給食調理場等竣工）。校章制定。PTA結成。第1回文集「そてつ」発行。
- 1949年（昭和24年）4月 - 第2期復興工事（南舎2階建4教室竣工）。
- 1950年（昭和25年）5月 - 第3期復興工事（2階建4教室竣工）。県指定学校経営研究発表会開催。第1回区民運動会開催。
- 1960年（昭和35年）9月 - プール竣工。
- 1961年（昭和36年）
  - 4月 - 養護学級設置。
  - 10月 - 新校歌制定。学童制服制定。
- 2013年3月31日 - 高知市立新堀小学校と統合のため閉校。（統合先の小学校は高知市立はりまや橋小学校）

## 通学区域
- 永国寺町、与力町、唐人町（2～3番）、本町一 - 二丁目・三丁目（1～2番・3番の一部、4番の一部）、廿代町（1番の一部、2番の一部、3～18番）、帯屋町一丁目（4番の一部、5番の一部、6番の一部、7～15番）・二丁目、追手筋一丁目（3番の一部、4番の一部、5～11番）・二丁目、丸ノ内一丁目（1～3番・8番）・二丁目[2]

## 進学先中学校
- 高知市立城北中学校[2]

## 著名な出身者

### 芸能
- 高知東生 - 俳優
- 広末涼子 - 女優

### スポーツ
- 江本孟紀 - プロ野球選手、参議院議員
- 橋野純 - 高校野球指導者